# Tapir
Tapir (Tapirus) – rodzaj ssaków z rodziny tapirowatych (Tapiridae). 

## Rozmieszczenie geograficzne
Rodzaj obejmuje gatunki występujące na terenach Ameryki Środkowej, Południowej i południowo-wschodniej Azji.

## Morfologia
Długość ciała 180–300 cm, ogona około 10 cm; wysokość w kłębie 80–130 cm; masa ciała 150–400 kg (samice są zazwyczaj większe i cięższe od samców).

## Systematyka
Rodzaj zdefiniował w 1762 roku francuski zoolog Mathurin Jacques Brisson w publikacji własnego autorstwa poświęconemu systematyce zwierząt. Brisson w oryginalnym opisie nie wymienił żadnego gatunku; w 1998 roku Międzynarodowa Komisja Nomenklatury Zoologicznej na gatunek typowy (późniejsze oznaczeni) wyznaczyła tapira amerykańskiego  (T. terrestris).

### Etymologia
- Tapirus (Tapir, Tapyra): tupijska nazwa tapyra na określenie tapira, być może od tapy ‘gruba skóra’[25].
- Hydrochoerus: gr. ὑδρο- hudro- ‘wodny-’, od ὑδωρ hudōr, ὑδατος hudatos ‘woda’; χοιρος khoiros ‘świnia’[26]. Gatunek typowy (oznaczenie monotypowe): Hydrochoerus sumatrensis J.E. Gray, 1821 (= Tapirus indicus A.G. Desmarest, 1819).
- Tapirussa: zlatynizowana forma od Tapir[27]. Gatunek typowy (oznaczenie monotypowe): Hippopotamus terrestris Linnaeus, 1758.
- Syspotamus: gr. σύς sus ‘świnia’; ποταμος potamos ‘rzeka’[28].
- Rhinochoerus: gr. ῥις rhis, ῥινος rhinos ‘nos’; χοιρος khoiros ‘wieprz’[29].
- Elasmognathus: gr. ελασμος elasmos ‘płyta’; γναθος gnathos ‘żuchwa’[30]. Gatunek typowy (oznaczenie monotypowe): Elasmognathus bairdii Gill, 1865.
- Cinchacus (Chinchecus, Pinchacus): prawdopodobnie błąd drukarski nazwy Pinchacus (fr. pinchaque), rodzimej nazwy oznaczającej fantom, ducha lub jakiegokolwiek nadprzyrodzonego albo budzącego strach i podziw widma[31]. Gatunek typowy (oznaczenie monotypowe): Tapirus leucogenys J.E. Gray, 1872 (= Tapir pinchaque Roulin, 1829).
- Tapirella: rodzaj Tapirus Brisson, 1762 (tapir); łac. przyrostek zdrabniający -ella[32].
- Acrocodia: gr. ακρος akros ‘najwyższy’, od ακη akē ‘punkt’; κωδεια kōdeia ‘głowa’[33]. Gatunek typowy (oryginalne oznaczenie): Tapirus indicus A.G. Desmarest, 1819.
- Megatapirus: gr. μεγας megas, μεγαλη megalē ‘wielki’[34]; rodzaj Tapirus Brisson, 1762 (tapir). Gatunek typowy (oznaczenie monotypowe): †Tapirus (Megatapirus) augustus Matthew & Granger, 1923.
- Tapiralum: rodzaj Tapirus Brisson, 1762; łac. przyrostek zdrabniający -ellum[35]. Gatunek typowy (oznaczenie monotypowe): †Tapirus (Tapiralum) greslebini Rusconi, 1934.
- Meyeriscus: Christian Erich Hermann von Meyer (1801–1869), niemiecki geolog i paleontolog; łac. przyrostek zdrabniający -iscus[17]. Gatunek typowy (oryginalne oznaczenie): †Tapirus hungaricus H. Meyer, 1867.
- Helicotapirus: gr. ἑλιξ helix, ἑλικος helikos ‘spirala, muszla ślimaka’; rodzaj Tapirus Brisson, 1762 (tapir)[18]. Gatunek typowy (oryginalne oznaczenie): †Tapirus veroensis Sellards, 1918.

### Podział systematyczny
Do rodzaju należą następujące żyjące współcześnie gatunki zgrupowane w trzech podrodzajch (niektóre ujęcia systematyczne traktują podrodzaje jako odrębne rodzaje):
| Podrodzaj | Grafika | Gatunek            | Autor i rok opisu    | Nazwa zwyczajowa  | Podgatunki         | Rozmieszczenie geograficzne | Podstawowe wymiary                         | Status IUCN |
| --------- | ------- | ------------------ | -------------------- | ----------------- | ------------------ | --- | ------------------------------------------ | ----------- |
| Acrocodia |         | Tapirus indicus    | A.G. Desmarest, 1819 | tapir czaprakowy  | gatunek monotypowy | tropikalne wilgotne lasy nizinne w kontynentalnej południowo-wschodniej Azji (południowa Mjanma, południowa Tajlandia i Półwysep Malajski) oraz środkowa i południowa Sumatra (Indonezja); zakres wysokości: 100–2000 m n.p.m. | DC: 250–300 cm DO: do 10 cm MC: 280–400 kg | EN          |
| Tapirella |         | Tapirus bairdii    | (Gill, 1865)         | tapir panamski    | gatunek monotypowy | południowo-wschodni Meksyk do północno-zachodniej Kolumbii; dawniej zachodni Ekwador (na południe do Zatoki Guayaquil), ale jego status jest niepewny; zakres wysokości: 0–3600 m n.p.m.                                       | DC: 200–230 cm DO: do 10 cm MC: 250–350 kg | EN          |
| Tapirus   |         | Tapirus terrestris | (Linnaeus, 1758)     | tapir amerykański | 4 podgatunki       | niziny Ameryki Południowej od Kolumbii, Wenezueli i regionu Gujana przez Nizinę Amazonki po Boliwię, Paragwaj, północną Argentynę i południowo-wschodnią Brazylię; zakres wysokości: do 2000 m n.p.m.                          | DC: 191–242 cm DO: do 10 cm MC: 180–300 kg | VU          |
| Tapirus   |         | Tapirus pinchaque  | (Roulin, 1829)       | tapir górski      | gatunek monotypowy | andyjskie obszary w Kolumbii, Ekwadorze i Peru; historycznie w zachodniej Wenezueli, ale obecnie został wytępiony; zakres wysokości: 2200–4800 m n.p.m.                                                                        | DC: 180–200 cm DO: do 10 cm MC: 150–200 kg | EN          |

Kategorie IUCN:  VU  – gatunek narażony,  EN  – gatunek zagrożony.
Opisano również gatunki wymarłe (zgrupowane w podrodzajach):

- Acrocodia
  - Tapirus arvernensis (Croizert & Jobert, 1828)[38] (Europa; pliocen–plejstocen).
  - Tapirus sanyuanensis Huang Wanpo, 1991[39] (Azja; plejstocen).
- Tapirella
  - Tapirella polkensis (Olsen, 1960)[40] (Ameryka Północna; miocen–pliocen)
- Tapirus
  - Tapirus cristatellus Winge, 1906[41] (Ameryka Południowa; plejstocen)
  - Tapirus greslebini Rusconi, 1934[15] (Ameryka Południowa; pliocen–plejstocen)
  - Tapirus mesopotamicus Ferrero & Noriega, 2007[42] (Ameryka Południowa; plejstocen)
  - Tapirus oliverasi Ubilla, 1983[43] (Ameryka Południowa; plejstocen)
  - Tapirus rioplatensis Cattoi, 1957[44] (Ameryka Południowa; plejstocen)
  - Tapirus rondoniensis Holanda, Ferigolo & A.M. Ribeiro, 2011[45] (Ameryka Południowa; plejstocen)
  - Tapirus tarijensis Ameghino, 1902[46] (Ameryka Południowa; plejstocen)
- Helicotapirus
  - Tapirus haysii Leidy, 1860[47] (Ameryka Północna; plejstocen)
  - Tapirus lundeliusi Hulbert, 2010[48] (Ameryka Północna; plejstocen)
  - Tapirus veroensis Sellards, 1918[49] (Ameryka Północna; plejstocen)
- Megatapirus
  - Tapirus augustus Matthew & Granger, 1923[14] (Azja; plejstocen)
  - Tapirus sinensis R. Owen, 1870[50] (Azja; plejstocen)
- Meyeriscus
  - Tapirus hungaricus H. Meyer, 1867[51] (Europa)
- Incertae sedis
  - Tapirus antiquus Kaup, 1833[52] (Europa; miocen)
  - Tapirus balkanicus Spassov & Ginsburg, 1999[53] (Europa; miocen)
  - Tapirus californicus Merriam, 1913[54] (Ameryka Północna; plejstocen)
  - Tapirus excelsus Simpson, 1945[55] (Ameryka Północna; plejstocen)
  - Tapirus hezhengensis Deng Tao, He Wen & Chen Shanqin, 2008[56] (Azja; miocen)
  - Tapirus jeanpiveteaui Boeuf, 1991[57] (Europa; pliocen)
  - Tapirus johnsoni Schultz, Martin & Corner, 1975[58] (Ameryka Północna; miocen–neogen)
  - Tapirus merriami Frick, 1921[59] (Ameryka Północna; plejstocen)
  - Tapirus simpsoni Schultz, Martin & Corner, 1975[60] (Ameryka Południowa; pliocen)
  - Tapirus webbi Hulbert, 2005[61] (Ameryka Północna; miocen)
  - Tapirus yunnanensis Shi Mozhuang, Guan Jian, Pan Runquan & Tang Yingjun, 1981[62] (Azja; pliocen).